# Stazione di Komagatani
La stazione di Komagatani (駒ヶ谷駅?, Komagatani-eki) è una stazione ferroviaria della città di Habikino, nella prefettura di Osaka, in Giappone. Presso di essa passa la linea Kintetsu Minami-Ōsaka, e fermano sia i treni locali che i semiespressi.

## Linee
Ferrovie Kintetsu
■ Linea Kintetsu Minami-Ōsaka

## Struttura
La stazione è realizzata in trincea scoperta, e dispone di due marciapiedi laterali con due binari passanti. Il fabbricato viaggiatori, si trova al livello della strada, sopra il piano dei binari, e collegato ad essi da scale fisse e ascensori.
| Dir. Kawachi-Nagano | ■ Linea Kintetsu Minami-Ōsaka | per Shakudo, Kashiwarajingū-mae, Yoshino e Kawachi-Nagano     |
| Dir. Ōsaka          | ■ Linea Kintetsu Minami-Ōsaka | per Furuichi, Fujiidera, Kawachi-Matsubara e Ōsaka-Abenobashi |

## Stazioni adiacenti
| «                           | Servizio                    | »                           |
| Linea Kintetsu Minami-Osaka | Linea Kintetsu Minami-Osaka | Linea Kintetsu Minami-Osaka |
| --------------------------- | --------------------------- | --------------------------- |
| Furuichi                    | Locale                      | Kaminotaishi                |
| Furuichi                    | Semiespresso                | Kaminotaishi                |
| Transito                    | Espresso sezionale          | Transito                    |
| Transito                    | Espresso                    | Transito                    |